# Sardinská rallye 2016
Sardinská rallye 2016 (formálně 13º Rally Italia Sardegna) byl 6. podnik Mistrovství světa v rallye 2016 (WRC). Podnik se konal 9. června až 12. června 2016. Nejvyšší soutěž vyhrál Belgičan Thierry Neuville za Hyundai Motorsport. Byla to pro něj 2. výhra ve WRC. Ve WRC 2 zvítězil Teemu Suninen a WRC 3 Ital Fabio Andolfi.

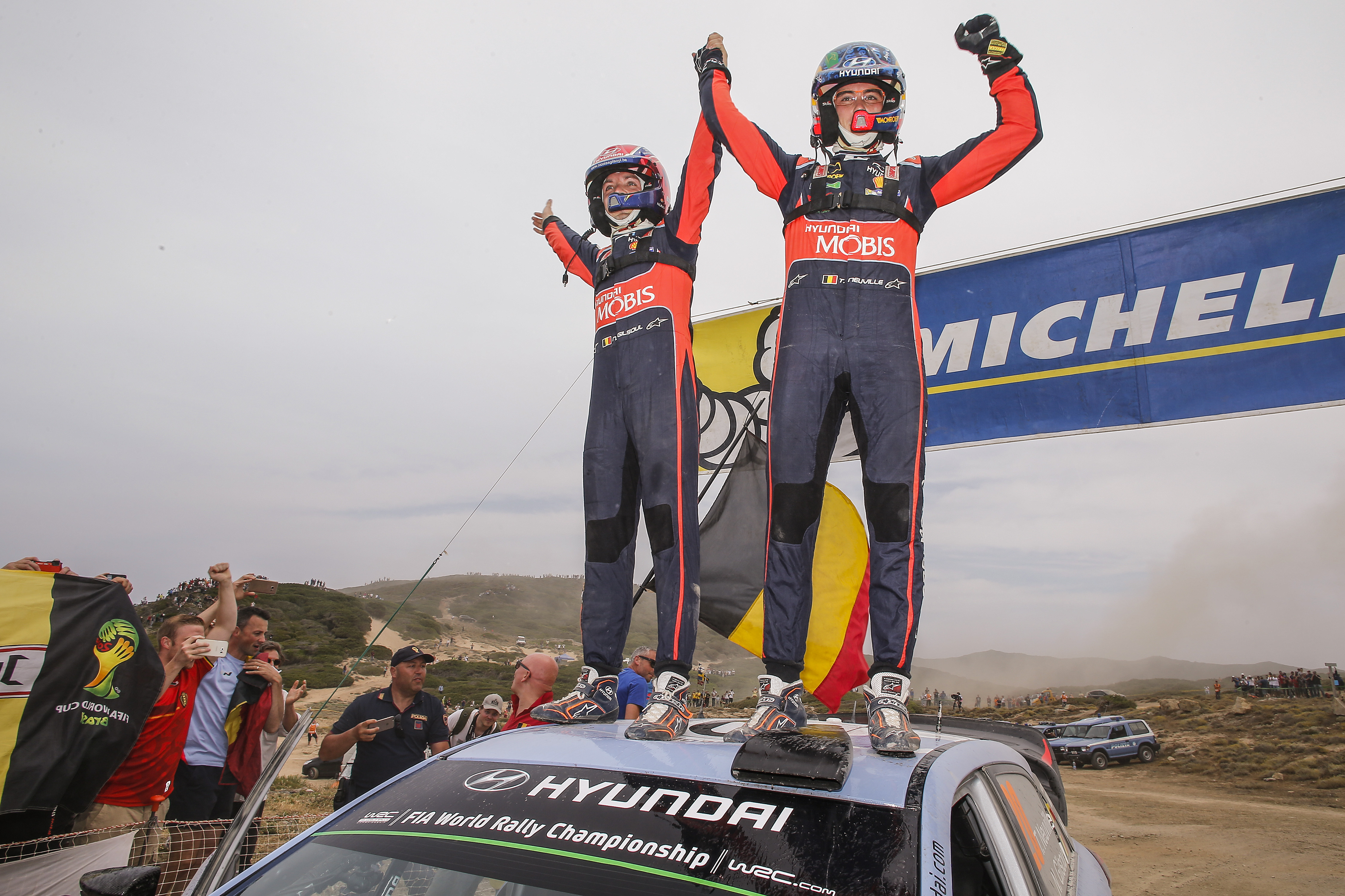
Belgická dvojice Thierry Neuville a Nicolas Gilsoul

## Celkové výsledky
| Pos.                | No.                 | Jezdec              | Spolujezdec         | Tým                         | Vůz                   | Třída               | Čas                 | Rozdíl              | Body                |                     |
| Celková klasifikace | Celková klasifikace | Celková klasifikace | Celková klasifikace | Celková klasifikace         | Celková klasifikace   | Celková klasifikace | Celková klasifikace | Celková klasifikace | Celková klasifikace | Celková klasifikace |
| ------------------- | ------------------- | ------------------- | ------------------- | --------------------------- | --------------------- | ------------------- | ------------------- | ------------------- | ------------------- | ------------------- |
| 1                   | 20                  | Thierry Neuville    | Nicolas Gilsoul     | Hyundai Motorsport N        | Hyundai i20 WRC       | WRC                 | 3:35:25.8           |                     | 25                  |                     |
| 2                   | 2                   | Jari-Matti Latvala  | Miikka Anttila      | Volkswagen Motorsport       | Volkswagen Polo R WRC | WRC                 | 3:35:50.6           | +24.8               | 19                  |                     |
| 3                   | 1                   | Sébastien Ogier     | Julien Ingrassia    | Volkswagen Motorsport       | Volkswagen Polo R WRC | WRC                 | 3:37:03.6           | +1:37.8             | 18                  |                     |
| 4                   | 4                   | Dani Sordo          | Marc Martí          | Hyundai Motorsport          | Hyundai i20 WRC       | WRC                 | 3:38:19.8           | +2:54.0             | 12                  |                     |
| 5                   | 12                  | Ott Tänak           | Raigo Mõlder        | DMACK World Rally Team      | Ford Fiesta RS WRC    | WRC                 | 3:40:52.2           | +5:26.4             | 10                  |                     |
| 6                   | 6                   | Eric Camilli        | Benjamin Veillas    | M-Sport World Rally Team    | Ford Fiesta RS WRC    | WRC                 | 3:41:25.6           | +5:59.8             | 8                   |                     |
| 7                   | 16                  | Henning Solberg     | Ilka Minor          | Henning Solberg             | Ford Fiesta RS WRC    | WRC                 | 3:41:48.0           | +6:22.2             | 6                   |                     |
| 8                   | 34                  | Teemu Suninen       | Mikko Markkula      | Team Oreca                  | Škoda Fabia R5        | WRC-2               | 3:44:23.2           | +8:57.4             | 4                   |                     |
| 9                   | 21                  | Martin Prokop       | Jan Tománek         | Jipocar Czech National Team | Ford Fiesta RS WRC    | WRC                 | 3:44:28.7           | +9:02.9             | 2                   |                     |
| 10                  | 43                  | Jan Kopecký         | Pavel Dresler       | Škoda Motorsport            | Škoda Fabia R5        | WRC-2               | 3:45:12.8           | +9:47.0             | 1                   |                     |
| 15                  | 10                  | Kevin Abbring       | Sebastian Marshall  | Hyundai Motorsport N        | Hyundai i20 WRC       | WRC                 | 3:59:06.4           | +23:40.6            | 2                   |                     |

## Jednotlivé erzety
| Den        | Etapa | Název                                | Délka    | Vítěz                             | Tým                      | Čas     | Vedoucí rallye                    |
| ---------- | ----- | ------------------------------------ | -------- | --------------------------------- | ------------------------ | ------- | --------------------------------- |
| 9 Jun      | SS1   | Ittiri Arena Show                    | 2.00 km  | Sébastien Ogier Julien Ingrassia  | Volkswagen Motorsport    | 2:00.4  | Sébastien Ogier Julien Ingrassia  |
| 10. červen | SS2   | Ardara - Ozieri 1                    | 7.50 km  | Jari-Matti Latvala Miikka Anttila | Volkswagen Motorsport    | 4:06.4  | Jari-Matti Latvala Miikka Anttila |
| 10. červen | SS3   | Tula 1                               | 15.00 km | Sébastien Ogier Julien Ingrassia  | Volkswagen Motorsport    | 12:05.3 | Sébastien Ogier Julien Ingrassia  |
| 10. červen | SS4   | Castelsardo 1                        | 14.02 km | Thierry Neuville Nicolas Gilsoul  | Hyundai Motorsport N     | 10:29.0 | Jari-Matti Latvala Miikka Anttila |
| 10. červen | SS5   | Tergu - Osilo 1                      | 14.91 km | Thierry Neuville Nicolas Gilsoul  | Hyundai Motorsport N     | 9:47.3  | Thierry Neuville Nicolas Gilsoul  |
| 10. červen | SS6   | Ardara - Ozieri 2                    | 7.50 km  | Jari-Matti Latvala Miikka Anttila | Volkswagen Motorsport    | 4:01.5  | Jari-Matti Latvala Miikka Anttila |
| 10. červen | SS7   | Tula 2                               | 15.00 km | Thierry Neuville Nicolas Gilsoul  | Hyundai Motorsport N     | 11:46.3 | Thierry Neuville Nicolas Gilsoul  |
| 10. červen | SS8   | Castelsardo 2                        | 14.02 km | Thierry Neuville Nicolas Gilsoul  | Hyundai Motorsport N     | 10:07.7 | Thierry Neuville Nicolas Gilsoul  |
| 10. červen | SS9   | Tergu - Osilo 2                      | 14.91 km | Thierry Neuville Nicolas Gilsoul  | Hyundai Motorsport N     | 9:31.4  | Thierry Neuville Nicolas Gilsoul  |
| 11. červen | SS10  | Monti di Alà 1                       | 22.20 km | Kevin Abbring Sebastian Marshall  | Hyundai Motorsport N     | 13:34.6 | Thierry Neuville Nicolas Gilsoul  |
| 11. červen | SS11  | Coiluna - Loelle 1                   | 22.39 km | Ott Tänak Raigo Mõlder            | DMACK World Rally Team   | 14:12.0 | Thierry Neuville Nicolas Gilsoul  |
| 11. červen | SS12  | Monte Lerno 1                        | 44.26 km | Mads Østberg Ola Fløene           | M-Sport World Rally Team | 29:34.7 | Thierry Neuville Nicolas Gilsoul  |
| 11. červen | SS13  | Monti di Alà 2                       | 22.20 km | Thierry Neuville Nicolas Gilsoul  | Hyundai Motorsport N     | 13:11.2 | Thierry Neuville Nicolas Gilsoul  |
| 11. červen | SS14  | Coiluna - Loelle 2                   | 22.39 km | Jari-Matti Latvala Miikka Anttila | Volkswagen Motorsport    | 13:56.5 | Thierry Neuville Nicolas Gilsoul  |
| 11. červen | SS15  | Monte Lerno 2                        | 44.26 km | Thierry Neuville Nicolas Gilsoul  | Hyundai Motorsport N     | 28:47.1 | Thierry Neuville Nicolas Gilsoul  |
| 12. červen | SS16  | Cala Flumini 1                       | 14.06 km | Thierry Neuville Nicolas Gilsoul  | Hyundai Motorsport N     | 9:08.1  | Thierry Neuville Nicolas Gilsoul  |
| 12. červen | SS17  | Sassari - Argentiera 1               | 6.07 km  | Eric Camilli Benjamin Veillas     | M-Sport World Rally Team | 4:57.2  | Thierry Neuville Nicolas Gilsoul  |
| 12. červen | SS18  | Cala Flumini 2                       | 14.06 km | Thierry Neuville Nicolas Gilsoul  | Hyundai Motorsport N     | 8:53.0  | Thierry Neuville Nicolas Gilsoul  |
| 12. červen | SS19  | Sassari - Argentiera 2 (Power Stage) | 6.07 km  | Sébastien Ogier Julien Ingrassia  | Volkswagen Motorsport    | 4:50.1  | Thierry Neuville Nicolas Gilsoul  |